# 武蔵野 (映画)
武蔵野（むさしの）は、2018年に公開された日本のドキュメンタリー映画である。

## あらすじ
埼玉県南西部、武蔵野地域の所沢市・川越市・三芳町・狭山市・ふじみ野市にまたがる三富新田。ここでは、約360年に渡り循環型農業が行われている。江戸時代、川越藩主は農民に対し、原野だったこの土地に雑木林と農地を半々の割合で作ることを奨励した。この雑木林は「ヤマ」と呼ばれている。秋、ヤマで集められた落ち葉は小動物や微生物の力を借りて堆肥となり、肥沃な土壌を形成する。剪定された樹木を焼いた灰はカリウム分として土に還元される。近年は雑木林が資材置場などに転用され、失われる例も増えている。この地の農業は、2017年に大都市圏で唯一日本農業遺産に選定された。
川越市の若手農業継承者一家、伝統農法で茶とサツマイモの生産を行う三芳町の農家、ヤマの保全を模索する所沢市の環境派農家の3家族の農家の暮らし、ヤマの再生に取り組む森林管理ボランティアと、伐採された老木を家具としてよみがえらせる工芸作家の一年を追った。

## 制作
監督の原村政樹は40年来の川越市民である。本作の制作に向けて2014年11月より農家へのインタビューを開始し、2015年10月に撮影が開始された。2016年4月、埼玉県内の農業従事者らは製作委員会を結成。制作資金の確保と上映に向けたバックアップを行うとともに、個人・法人の市民プロデューサーを募った。